# Thea Sternheim
Pour les articles homonymes, voir Bauer et Sternheim.
Thea Sternheim, née Thea Bauer, née le 25 novembre 1883 à Neuss et morte le 5 juillet 1971, est une écrivaine allemande.

## Biographie
Mariée en premières noces à Arthur Loewenstein, avec qui elle a une fille, elle épouse ensuite Carl Sternheim, avec qui elle aura une fille, Mopsa Sternheim et un fils. Elle commence à rédiger son journal à l'époque de son premier mariage, et le poursuivra jusqu'à sa mort en 1971.
En plus de son journal, elle a publié des correspondances et un roman, Sackgassen (Impasses).